# نيلسون أكوستا
نيلسون أكوستا (بالإسبانية: Nelson Acosta)‏ (12 يونيو 1944 في الأوروغواي - ) هو مدرب كرة قدم ولاعب كرة قدم تشيلي وأوروغواني في مركز الوسط. شارك مع منتخب الأوروغواي لكرة القدم. أما مع النوادي، فقد لعب مع أرتورو فرنانديز فيال وإيفرتون دي فينا ديل مار وبنيارول ونادي أوهيجينس وHuracán Buceo ‏ ولوتا شفاغر ‏.

## وصلات خارجية
- نيلسون أكوستا على موقع قاعدة بيانات كرة القدم.إي يو (الإنجليزية)
- نيلسون أكوستا على موقع ناشيونال فوتبول تيمز (الإنجليزية)
- نيلسون أكوستا على موقع أوليمبيديا (الإنجليزية)